# 朽木稙綱 (戦国武将)
朽木 稙綱（くつき たねつな、生没年不詳）は、戦国時代の武将。近江国朽木谷の国人。父は材秀、子には晴綱、藤綱、成綱、直綱、輝孝がいる。

## 生涯
生年は不明で、朽木文書内での初見は永正2年（1505年）で「竹松」という幼名で登場し、室町幕府奉行人の飯尾元行、松田頼亮から奉書を受け取っている。
正確な元服年はわからないが、永正13年（1516年）には父・材秀（きひで）同様、室町幕府10代将軍足利義稙から偏諱を受けて稙広（たねひろ）と名乗り、大永2年（1522年）から同4年の間に稙綱（たねつな）と改名。官職は民部少輔。
永正初年(16世紀初め頃)には幕府奉公衆として御所御門役を務め、1525年の浅井攻めでは六角定頼軍に従い、その先鋒を務めている。将軍足利義晴・義輝父子が朽木谷へ逃亡した際の朽木氏当主であり、12代将軍・義晴の時代（天文初期～中期、1530年代～1540年代）には、将軍の側近集団であった内談衆の1人として幕府の政治的な決定にも関与している。また、13代将軍・義輝の代には将軍の御供衆に任命された。
近江国の六角氏や京極氏と争い、あくまで独立を維持していたが、六角定頼が勢力を拡大してくると、その配下として服属せざるを得なくなったという。
没年についても定説はない。朽木文書中で最後に登場するのは天文18年（1549年）であるが、永禄5年（1562年）の史料にも登場するという説もあり、1560年代まで生存していた可能性もある。